# Liebfrauenkapelle (Mindelheim)

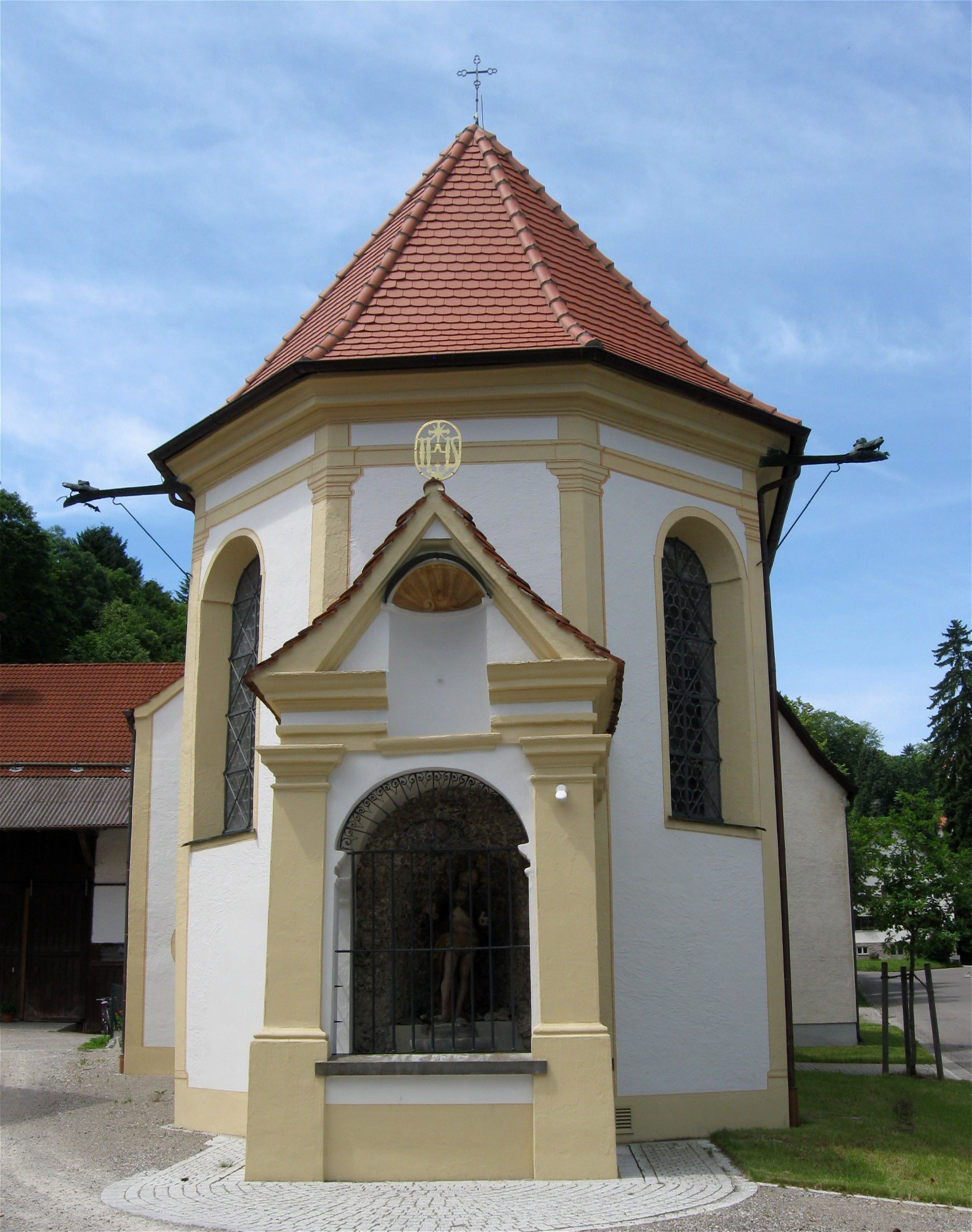
Liebfrauenkapelle in Mindelheim

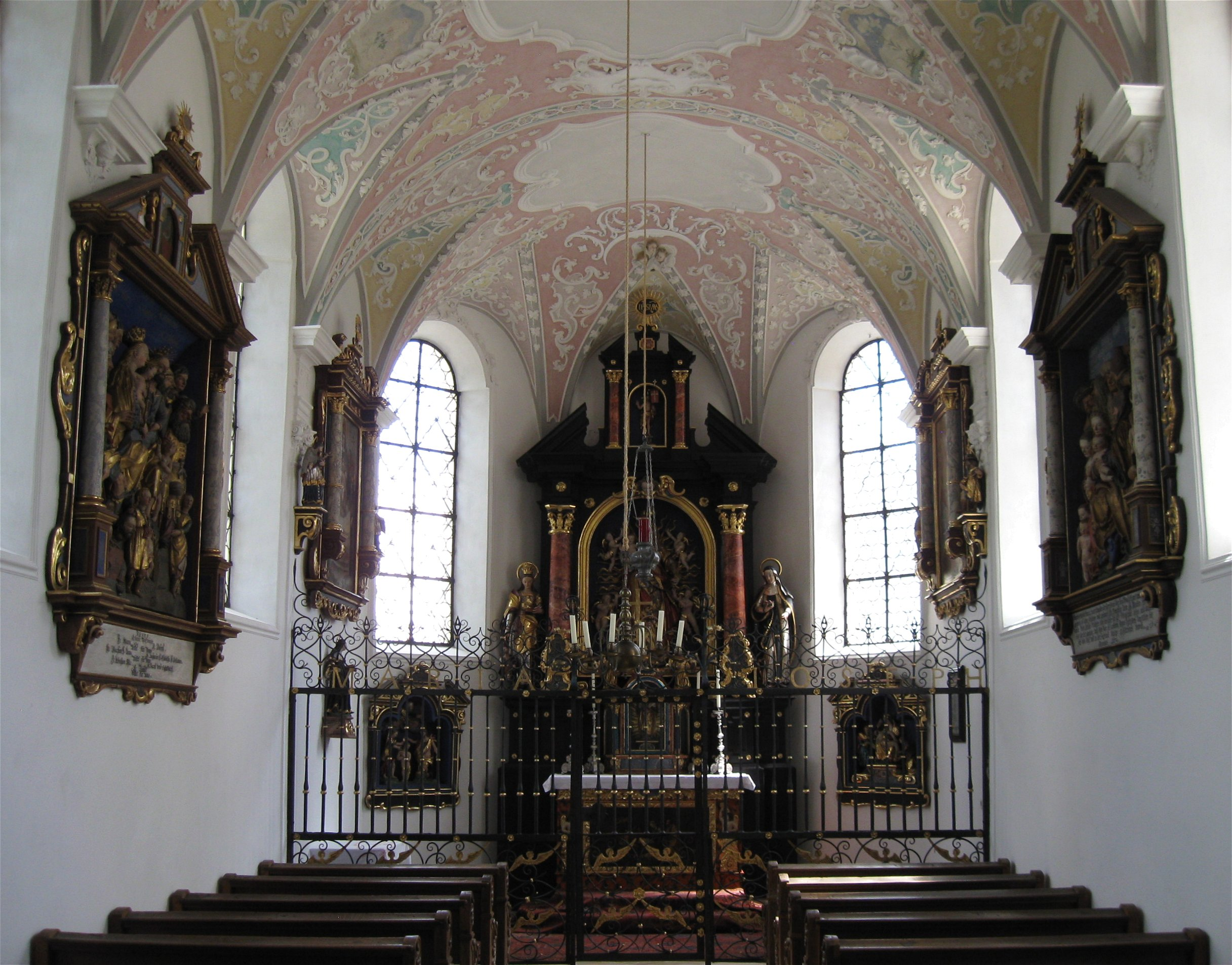
Innenansicht

Die katholische Liebfrauenkapelle in Mindelheim, der Kreisstadt des Landkreises Unterallgäu in Bayern, wurde im Kern um 1455 errichtet. Die Kapelle an der Memminger Straße 9 ist ein geschütztes Baudenkmal.

## Architektur
Die Kapelle des ehemaligen Leprosenhauses, im Jahr 1360 erstmals erwähnt, ist ein Saalbau mit dreiseitigem Schluss. Der Dachreiter von 1725 wird von einer Haube mit Knauf bedeckt. Mitte des 17. Jahrhunderts erfolgte der Anbau einer Sakristei und der Brunnenkapelle. Im Jahr 1725 erfolgte eine Umgestaltung. Westlich schließt sich ein Verbindungsgang zum ehemaligen Leprosenhaus an, das im Obergeschoss ein Oratorium besitzt. Daneben befindet sich das Mesner- und Gasthaus.

## Ausstattung
Bemerkenswert ist die spätgotische Mindelheimer Sippe (siehe Heilige Sippe) vom sogenannten Meister der Mindelheimer Sippe. Den Hochaltar schuf der Bildhauer Georg Schenck um 1645.